# 기관차체육단
기관차체육단(機關車體育團)은 조선민주주의인민공화국의 평안북도 신의주를 연고지로 하는 종합스포츠클럽으로 소속 축구단이 특히 유명하다.
조선민주주의인민공화국 철도성 산하 축구단으로서, 4·25체육단 등과 함께 북한 국내 축구의 강호로 여겨지고 있다.

## 선수 명단

### 현역
- 림광혁(2017 ~ )